# عبدالله بن سبا
عبدالله بن سبأ به نام‌های دیگر ابن سبأ، ابن سوده، ابن حرب، ابن وهب که نام فرقه سبائیه از نام وی گرفته شده‌است. بیشتر منابع تاریخی اهل‌سنت می گویند عبدالله بن سبا یک یهودی بوده که مذهب شیعه را با هدف تفرقه و اختلاف در دین اسلام پدیدآورده و در قتل عثمان نقش داشته است. 

## زندگی
عبدالله بن وهب بن سبا معروف به ابن سوداء بود زیرا مادرش سیاه‌پوست بود که رفته رفته اتباع او به نام (سبإیه)
أو أهل مدینه بود و در زمان عثمان إسلام آورد و مهم‌ترین نقش را در شورش علیه عثمان ابن عفان و ترور او داشت و پس از آن در شورش و فتنه علیه علی بن ابی طالب و خدا خواندن او نقش‌آفرینی کرد.
طبری از طریق اسناد مورد قبول مورخین روایت می‌کند:عبدالله بن سبا یهودی و اهل مدینه و مادرش سیاه‌پوست بود در زمان عثمان اسلام آورد، پس از مدتی او به مناطق مسلمان نشین و ممالک اسلامی سفر می‌کرد و برای گمراه نمودن آنها تلاش نمود وی کار خود را از حجاز آغاز کرد سپس به بصره و کوفه و شام رفت در شام به اهداف خود دست نیافت و ملت مسلمان او را از آن سرزمین بیرون کردند سپس به مصر رفت در آنجا کم‌کم به اهداف دست یافت

## غلات
عبدالله بن سبا را اولین غالی می‌دانند. او ممکن است اولین کسی باشد که مرگ علی را تکذیب کرد و بازگشت او (رجعه) را پیش بینی کرد که یکی از اشکال غلو به حساب می‌آمد. همچنین به نظر می رسد مفهوم غیبت یک امام در ابتدا در میان غلات ظاهر شده است.
هاینز هالم او را به عنوان نماینده یک گروه غلات از شهر سلوکیه تیسفون (المدائن) یاد می‌کند که برای دیدن علی به کوفه آمده بودند. هنگامی که ابن سبا ادعای الوهیت علی را کرد، علی با عصبانیت آن را انکار کرد و او را به سلوکیه تیسفون بازگرداند. هاینز هالم می‌افزاید که نویسندگان اسلامی مانند اشعری در مقلات و بغدادی در فراق گفته‌اند که ابن سباء اولین کسی بود که علی بن ابی طالب را بت کرد. او موعظه می‌کرد که علی خدا (الله) است. پس از مرگ علی، وی بر این عقیده بود که «شیطانی در ظاهر علی کشته شده است» و علی به آسمان رفته و رجعت او نزدیک است.

## نقش او در قتل عثمان
به گفته هاگدسون به نظر می‌رسد «منابع مطمئن تر» از طبری و سیف بن عمر، ابن سبا را از ایفای هر گونه نقش عمده در رویدادهای سیاسی که منجر به کشته شدن عثمان شد، بری می‌دانند.
ویلفرد مادلونگ پس از بررسی گزارش‌های سیف بن عمر در مورد نقش ادعایی عبدالله بن سباء در شورش علیه عثمان و ظهور شیعه، اظهار می‌دارد: «کمتر تاریخ‌دان مدرنی افسانه‌ی سیف درباره ابن سباع را می‌پذیرد.
طه حسین مورخ مصری معتقد است که «ساخت» ابن سباء توسط دشمنان شیعه انجام شده است. که درج یک «عنصر یهودی» باعث بی اعتباری شیعیان می‌شود. وی خاطرنشان کرد که عدم وجود هیچ گونه سابقه‌ای از حضور ابن سباء در جنگ صفین نشان می‌دهد که ابن سباء فردی ساختگی است.
اسرائیل فریدلندر، جولیوس ولهاوزن، و  لئون کیتانی، ادعا می‌کنند که سیف ماجرای قتل عثمان را برای «تبرئه مردم مدینه از مشارکت در قتل خلیفه» و فریدلندر «بزغاله‌ بلاگردان» می‌نامد. تاکر ادعا می کند که اگرچه ممکن است چنین بوده باشد، اما هیچ مدرک مشخصی برای حمایت از این نظریه وجود ندارد. آن‌ها اشاره می کنند که منابع قدیمی‌تر از طبری در مورد ابن سبا و نقش او در تحریک علیه عثمان سکوت کرده‌اند. «آن‌ها معتقدند که نهضت حمایت از علی به عنوان وارث و وصی پیامبر در زمان عثمان آنطور که ابن سبا ادعا کرده بود وجود نداشته است، بنابراین از پذیرش صحت ادعای ابن سبا مبنی بر وارث بودن علی امتناع می‌ورزند. پیامبر».کیتانی خاطرنشان کرد که ممکن است یک توطئه مذهبی در اطراف شخص ابن سباع ایجاد شده باشد، حتی اگر او فقط از حامیان سیاسی علی بوده باشد.
تاکر خاطرنشان می‌کند که اینکه بگوییم سیف قابل اعتماد نیست، دیگر معتبر نیست. تاکر و لاندو تاسرون خاطرنشان می‌کنند که اگرچه سیف ممکن است یک گردآورنده حدیث بی‌وجدان بوده باشد، اما این نباید از اعتبار کلی او به عنوان یک انتقال دهنده اطلاعات تاریخی (اخباری) بکاهد. حتی اگر روایت‌های سیف از ابن سبا ساختگی باشد، به نظر می‌رسد که او فقط ناقل داستان است و نه منبع آن و  اتهام جانبداری می تواند به همان اندازه به سایر اخباری های معاصر سیف از جمله ابومخنف مورخ شیعه وارد شود. علاوه بر این، فوات سزگین، آلبرشت نوث و مارتین هیندز نیز نظرات ولهاوزن را به چالش کشیده‌اند و سیف را در جایگاهی برابر با دیگر سنت گرایان قرار داده‌اند.
لیندا دی لاو و آرموش گزارش‌های سیف و نقش سبائیه در جنگ جمل را می‌پذیرند. آن‌ها خاطرنشان می‌کنند که سنت گرایان غیر از سیف توضیحی در مورد علت وقوع خصومت‌ها پس از سازش نداده اند. نه تنها گزارش سیف تنها گزارش است بلکه منطقی نیز هست.

## دیدگاه‌ها دربارهٔ وی
روایات سنی دربارهٔ وی حاکی از آن هست که وی یهودی‌ ای بود که به ظاهر مسلمان شد و در زمان علی، پایه‌گذار دیدگاه‌های غالیان (غلاة یا اهل غلو، شیعیان افراطی) گردید. بالا بردن نامتعارف و خداگونه مقام علی به وی نسبت داده شده‌است. دیدگاه‌هایی مانند اینکه خداوند علی را وصی و جانشین محمد کرده (همانند جانشینی یوشع بن نون بعد از موسی) و اینکه علی نمرده و روزی دوباره برای برپا داشتن حق بر می‌گردد و اینکه علی خدایی است که به آسمان عروج کرده و رعد و برق، صدای اوست. اهل سنت بعد از طبری، معتقدند که ابن سبأ با توطئه‌های حیله‌آمیز خود شکاف را بین صحابی محمّد به وجود آورد. گفته می‌شود که وی، مصریان را علیه عثمان و به نفع علی و در مورد حق خلافت وی به شورش واداشت و مسبب جنگ صورت گرفته بین علی و طلحه و زبیر را همین شورشیانی (فرقه سبائیه) که عثمان را کشته بودند می‌دانند.
در دیدگاه شیعه، وی گاهی از افراطیون (غالیان) شمرده می‌شود و جعفر صادق وی را لعنت نمود. ابن سبأ موضوعی است که منابع شیعی چه طرفدار غالیان و چه دشمن آن‌ها مورد توجه قرار گرفته‌است. گفته می‌شود که علی فرمان داد که به علت خدا نامیدنش از سوی این فرقه، ابن سبأ و پیروانش را بسوزانند. یک منبع اسماعیلیه مدعی است که وی تنها ظاهراً آسیب دید و زنده است.
دانشنامهٔ اسلام می‌نویسد دقیقاً مشخص نیست که پشت پردهٔ این شخصیت چه کسانی بوده‌اند. مهم‌ترین منبعی که به فعالیت‌های سیاسی ابن سبأ بر ضد عثمان اشاره کرده، سیف بن عمر بوده که طبری به آن اشاره کرده‌است. ذهبی مطلبی در نکوهش سیف بن عمر و رد وی به عنوان یک راوی قابل اعتماد ذکر نموده‌است. ولهازن نیز وی را در زمینه‌های دیگر نیز فاقد اعتبار می‌داند. در منابع مطمئن تر به نظر می‌رسد که معتقدند که ابن سبا فعالیت سیاسی مهمی نداشته‌است. فرد لاندر معتقد است که ابن سبا مدعی خدا بودن علی نبوده و تنها معتقد بوده که مرگ علی مرگی ظاهری است و وی زنده است و روزی از آسمانها به زمین باز خواهد گشت. احتمالاً این عقیده پس زمینه‌ای از عقاید یهودیان یمن داشته که به عقاید یهودیان فلاشا حبشه مربوط می‌شود. کائتانی، ابن سبا را یک حامی سیاسی مخلص علی و نسلهای بعد از وی را مسبب توطئه‌ای سیاسی شبیه عباسیان می‌داند. ماسینیون معتقد است که فرقه سبائیه در زمان مختار بوده‌اند و جزو فرقهٔ عینیه محسوب می‌شوند.
دانشنامه اسلام معتقد است گرچه روایات در مورد عبدالله بن سبا و فرقه سبائیه متناقض نما هستند، اما می‌توان وی را از حامیان علی دانست که منکر مرگ علی بودند و بر خلاف روایات سنی این دانشنامه نوشته‌است احتمالاً وی یهودی نبوده و مؤسس فرقه سبائیه است که مقام علی را بیش از حد بالا می‌برند. در روایات سنی وی یهودی‌ بود که مسلمان شد و با توطئه‌های حیله‌آمیز خود شکاف را بین صحابیون محمد به وجود آورد. گفته می‌شود که وی، مصریان را علیه عثمان و به نفع علی و در مورد حق خلافت وی به شورش واداشت. در دیدگاه شیعه، وی گاهی از افراطیون (غالیان) شمرده می‌شود. گفته می‌شود که علی فرمان داد که به علت خدا نامیدنش از سوی این فرقه، ابن سبا و پیروانش را بسوزانند.
سیدمرتضی عسکری در کتاب عبدالله بن سبا و دیگر افسانه‌های تاریخی با بررسی روایات تمام مورخینی که پیش از قرن پنجم هجری قمری می‌زیسته‌اند، بر این باور است که که تمام روایات مربوط به ابن سبا باواسطه یا بی‌واسطه از سیف بن عمر نقل شده‌اند. طبری، ذهبی، ابن ابابکر و ابن عساکر تنها مورخینی هستند که روایات مربوط به ابن سبا را بی‌واسطه از سیف نقل کرده‌اند و باقی تاریخ‌نویسان نیز، به واسطهٔ این ۴ نفر روایات ابن سبا را از سیف نقل کرده‌اند. اسامی آن‌ها به این شرح است: سید رشید رضا، ابوالفدا، ابن اثیر، ابن کثیر، ابن خلدون، فرید وجدی، بستانی، احمد امین، حسن ابراهیم، فان فلوتن، نیکلسون، خاورشناسان نویسندهٔ دائرةالمعارف اسلامی، دوایت دونالدسون، ولهاوزن، میرخواند، غیاث الدین، ابن بدران و سعید افغانی. عسکری در ادامه نظر ۱۲ تن از بزرگترین علمای علم رجال را که در کتابهایشان منعکس شده، بررسی می‌کند و در می‌یابد که از نظر تمامی آن‌ها روایات سیف بن عمر غیرقابل اعتماد و ضعیف است. آن ۱۲ نفر یحیی بن معین، نسائی، ابوداود، ابن ابی حاتم، ابن السکن، ابن حبان، دار قطنی، حاکم، فیروزآبادی، ابن حجر، سیوطی و صفی الدین هستند.